# Martin Oliver
Martin Oliver – brytyjski pisarz. Pisze głównie książki dla dzieci i młodzieży.

### SeriaUsborne Puzzle Adventure
- The Intergalactic Bus Trip (1987)
- Agent Arthur's Jungle Journey (1988)
- Search for the Sunken City (1989)
- Agent Arthur's Arctic Adventure (1990)
- Agent Arthur on the Stormy Seas (1991)
- Agent Arthur's Desert Challenge (1994)
- Agent Arthur's Mountain Mission (1996)

### SeriaThe Young Indiana Jones Chronicles
- Indiana Jones Puzzle Adventure Storybooks: II (The Young Indiana Jones Chronicles)  (1994)

### SeriaUsborne Whodunnit
- The Deckchair Detectives (1995)

### SeriaYoung Hippo Adventure
- Attack of the Vampirates (1995)
- Revenge of the Vampirates (1995)

### SeriaHippo Ghost
- The House at the End of Ferry Road (1995)

### SeriaYou Should See My...
- You Should See My Dog (1995)
- You Should See My Cat (1996)
- You Should See My Mum (1998)

### SeriaWhat's Wrong Mum?
- Seaside (1997)
- Garden (1998)
- Shopping (1998)
- The Fletcher Family's Picnic Puzzle (1997)

### SeriaSparks
- The Winner's Wreath: Ancient Greek Olympics (1999)

### SeriaThe Knowledge(Monstrrrualna erudycja)
- Skamieniałe dinozaury (ang. Dead Dinosaurs) (2000)
- Fascynujący świat filmu (ang. Groovy Movies) (2004)

### SeriaSpilling the Beans on
- Spilling the Beans on Making It in the Movies (2001)
- Spilling the Beans on Blackbeard (2000)

### Pozostałe
- McKricken's Christmas  (1991)
- Giggle Mirths of Waggle-down Derry (1991)
- "Flintstone's" Mystery Puzzle Book (1994)
- Goldilocks and the Three Bears (1999)